# Resolution 677 des UN-Sicherheitsrates
Die Resolution 677 des UN-Sicherheitsrates ist eine Resolution, die der Sicherheitsrat der Vereinten Nationen in seiner 2962. Sitzung am 28. November 1990 einstimmig beschloss. Der Rat verurteilte unter Hinweis auf die Resolutionen 660 (1990), 662 (1990) und 674 (1990) die Versuche Iraks, die demographischen Informationen über Kuwait und die Beschränkungen der Freizügigkeit seiner Bürger zu ändern.
Der Rat verurteilte ferner gemäß Kapitel VII der Charta der Vereinten Nationen die Versuche Iraks, die von der Regierung Kuwaits geführten Melderegister zu vernichten. Daher wurde in der Resolution der Generalsekretär Javier Pérez de Cuéllar beauftragt, ein von der „legitimen Regierung Kuwaits“ zertifiziertes Melderegister Kuwaits zu führen, welches alle Bürger bis zum 1. August 1990 umfasst. Er ersuchte ferner den Generalsekretär und die kuwaitische Regierung, ein Regelwerk für den Zugang zum Register aufzustellen.
Die Resolution wurde in Erwartung des Verschwindens von Kuwaitis oder des Zustroms von Nicht-Kuwaitis als Folge der irakischen Politik im besetzten Land angenommen.